# Martha Bernays
Pour les articles homonymes, voir Bernays.
Martha Freud (née Martha Bernays le 26 juillet 1861 à Hambourg et morte le 2 novembre 1951 à Londres) est l'épouse du psychanalyste Sigmund Freud.
Avec la parution depuis 2011 de la correspondance intégrale des lettres échangées entre Sigmund Freud et Martha Bernays pendant leurs fiançailles entre 1882 et 1886, celle-ci sort de l'ombre : elle occupe une place de premier plan dans la « préhistoire de la psychanalyse », tandis que se dessine un portrait fascinant et complexe du jeune Freud.
Dans les années 2000 paraissent de nouvelles et « premières » biographies consacrées prioritairement à Martha Freud, comme celle de Katja Behling, qui présente des aspects nouveaux de Frau Professor, la femme du Professeur Sigmund Freud. 

## Biographie

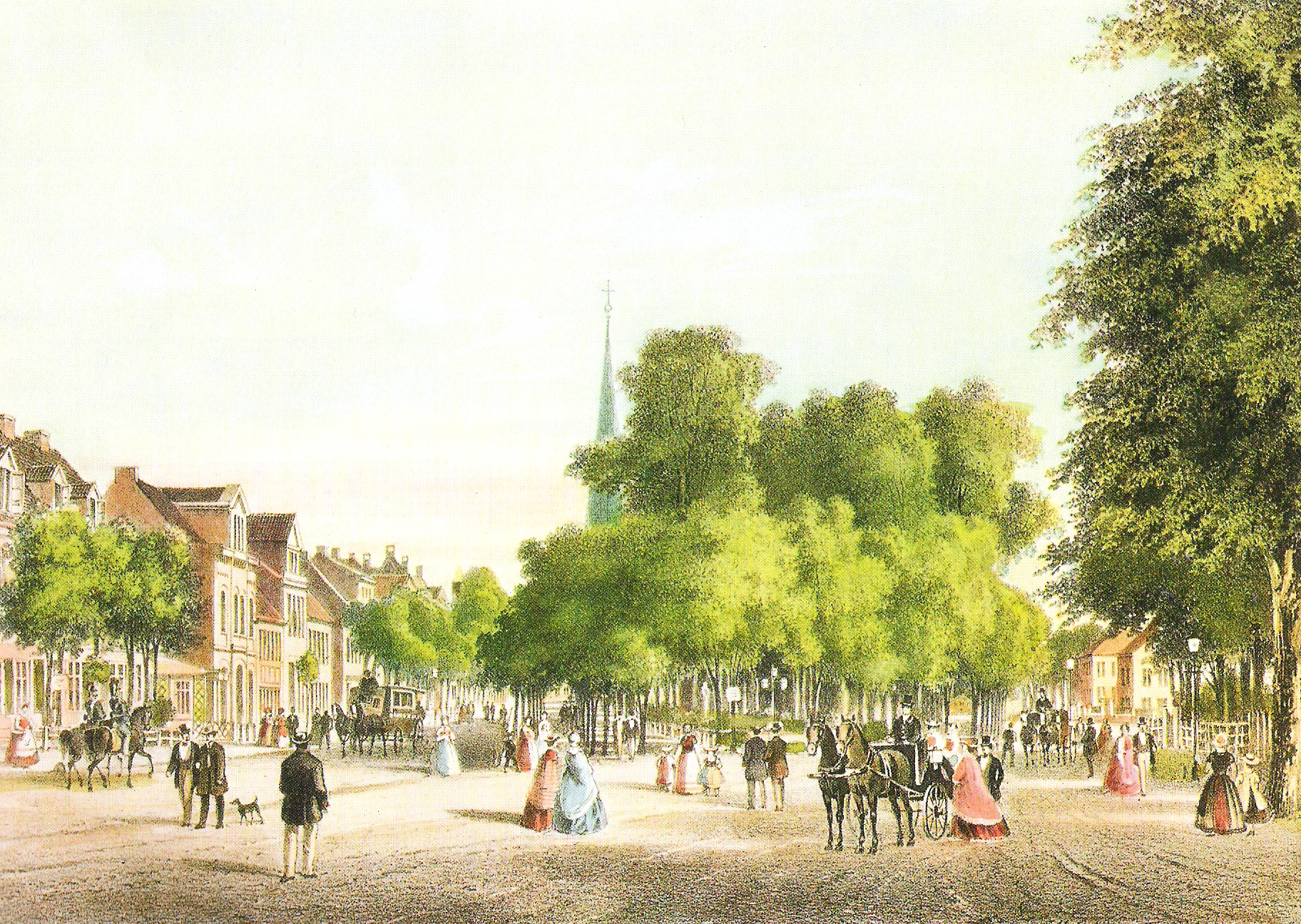
Wandsbek en 1861.

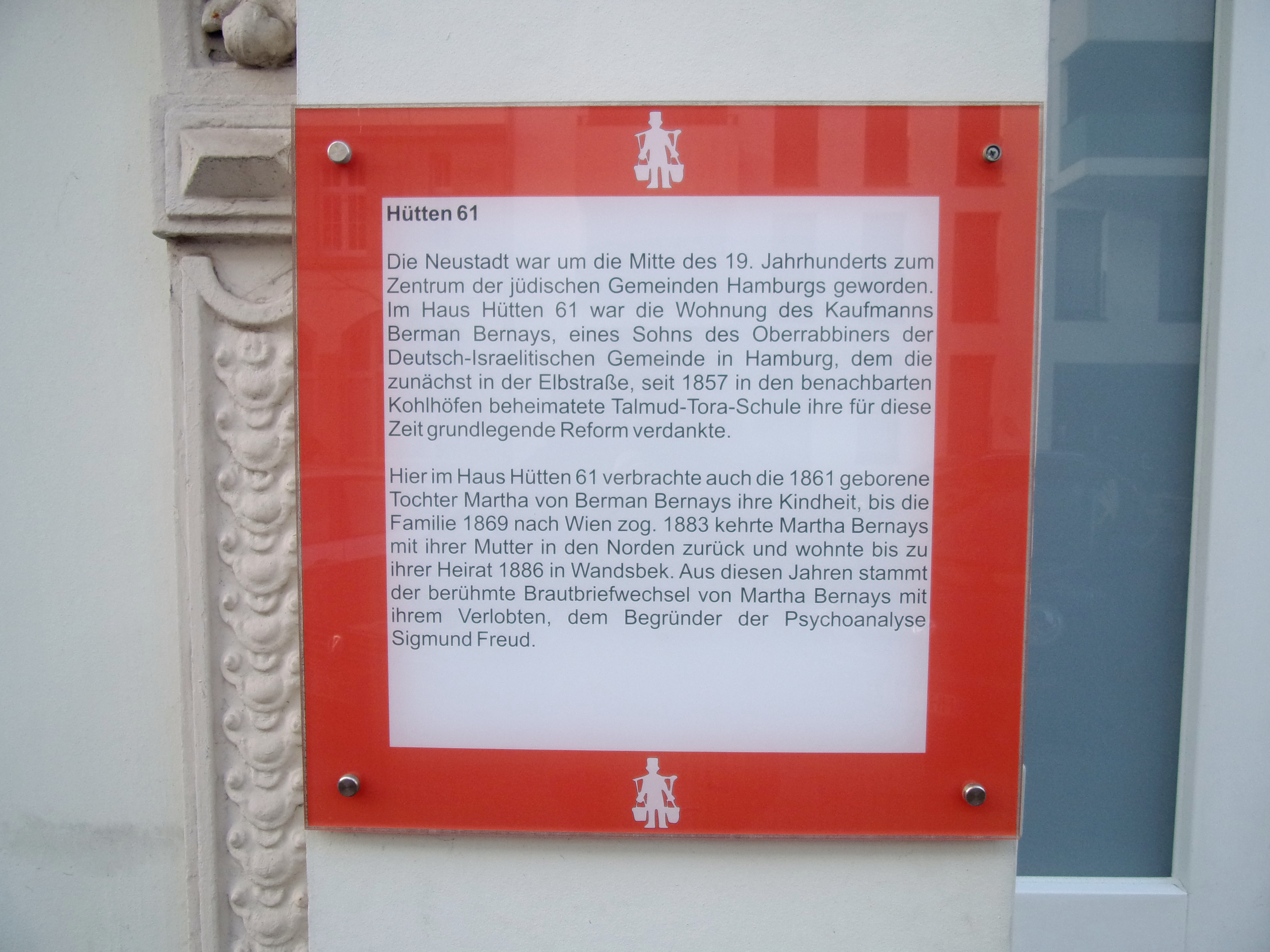
Plaque commémorative : Martha Freud, née Bernays, petite-fille d'un grand-rabbin de Hambourg, passa son enfance à cette adresse, Hütten 61, Hambourg-Neustadt. Elle épousa plus tard Sigmund Freud, fondateur de la psychanalyse.

Martha Bernays, née en 1861 à Wandsbek (près de Hambourg), est la deuxième fille d'Emmeline (Emilie Philip, 1830-1910) et Berman Bernays (1826-1879), une famille juive et commerçante de Hambourg.

### Martha Bernays, famille Bernays
Martha Bernays est la sœur de Minna Bernays et d'Eli Bernays, lequel a épousé la première des cinq sœurs de Sigmund Freud, Anna (Bernays, née Freud),. Son grand-père paternel, Isaak Bernays (de), avait été le grand rabbin de Hambourg, tandis que ses oncles paternels, Jacob Bernays (1824-1881) et Michael Bernays (de) (1834-1897) étaient, selon Élisabeth Roudinesco et Michel Plon, « d'éminents intellectuels ». Jacob Bernays est « le premier Juif pratiquant à être nommé sur un poste proprement universitaire dans l'Allemagne du dix-neuvième siècle ». Michael Bernays « enseigna la littérature à Munich et fut lecteur du roi Louis II de Bavière ».  
D'après Clifford Yorke  , Emmeline Bernays, la mère de Martha, à laquelle celle-ci devait « témoigner une vraie dévotion », était une femme « intelligente, décidée et cultivée », qui « partageait l'orthodoxie religieuse de son mari », mais selon Roudinesco et Plon « imbue de préjugés ». En 1879, Bermann Bernays s'installa à Vienne, où il fut le secrétaire d'un économiste renommé. Emmeline se plaisait à Hambourg et n'apprécia guère ce déménagement. Berman Bernays mourut d'une crise cardiaque le 9 décembre 1879.

### Rencontre de Sigmund Freud et de Martha Bernays
Sigmund Freud et Martha Bernays font connaissance en avril 1882, alors que Freud est en visite chez sa sœur Anna. Martha est une jeune fille « brune, élancée, pâle, réservée, avec de grands yeux noirs expressifs », et Freud, alors âgé de 26 ans, tombe immédiatement amoureux d'elle. Les fiançailles sont célébrées le 27 juin 1882,. Comme Freud n'a pas les moyens d'entretenir une épouse, les fiançailles restent d'abord secrètes. Et c'est quand Hanna, la sœur aînée de Freud, se fiance avec le frère de Martha, Eli, à la Noël 1882, que Freud et Martha révèlent leurs promesses. En juin 1883, la mère de Martha regagne son ancienne maison de Wandsbek, près de Hambourg, et Martha doit la suivre en dépit de ses protestations.
Les fiancés vivent séparés durant trois ans, jusqu'à leur mariage le 13 septembre 1886,. Le mariage civil n'étant pas reconnu comme suffisant par la loi, Freud doit accepter le mariage religieux, qui a lieu à la synagogue de Wandsbeck. Le repas de mariage est organisé à l’hôtel Hirschel à Hambourg. Après une lune miel sur la Baltique, ils s’installent au 8 rue Maria-Theriesen à Vienne, où ils auront leurs trois premiers enfants. Ils ne déménageront pour la Bergasse qu’en 1891. « Le manque d’argent s’est fait sentir dès le début » et Freud doit « mettre sa montre en or au clou ».

### LesBrautbriefe(«Lettres de fiançailles» de Sigmund Freud et de Martha Bernays)
Pendant cette période, Sigmund Freud écrit « mille cinq cent trente-neuf lettres à Martha ». Une centaine à peine a été publiée en 1960 ; en 2011, le Dictionnaire de la psychanalyse d'Élisabeth Roudinesco et Michel Plon informe de la parution du premier volume (sur un total de cinq volumes) de la correspondance intégrale, qui avait été rendue inaccessible après 1945 par Kurt Eissler, gardien des Archives Sigmund Freud à la Bibliothèque du Congrès, le successeur d'Eissler, Harold Blum, ayant suivi la même politique.
Dans sa conférence au XLVIIe congrès de l’API, qui s’est tenu à Mexico au début du mois d’août 2011 et qui était consacré au thème « Exploration des concepts fondamentaux : Sexualité, Rêves, Inconscient », Ilse Grubrich-Simitis (de), coéditrice du document sur la préhistoire de la psychanalyse que représentent les Brautbriefe — le « document » en question « comprendra pour finir cinq volumes au total » — montre que les lettres échangées entre Sigmund Freud et Martha Bernays pendant leurs fiançailles entre 1882 et 1886, celles écrites par Martha comprises, « contiennent déjà les germes de concepts psychanalytiques fondamentaux ainsi que ceux de la méthode psychanalytique ». Il s'agit aussi de « la correspondance de Freud la plus importante et la plus intime, dont seulement une petite sélection était jusqu’alors dans le domaine public ». Dans la seconde partie de la conférence de Grubrich-Simitis, « deux portraits surgissent dans la lumière : Martha Bernays occupe le devant de la scène pour la première fois, tandis qu’apparaît une image fascinante, originale et complexe du jeune Freud ».

### «Frau Professor»: Martha Freud

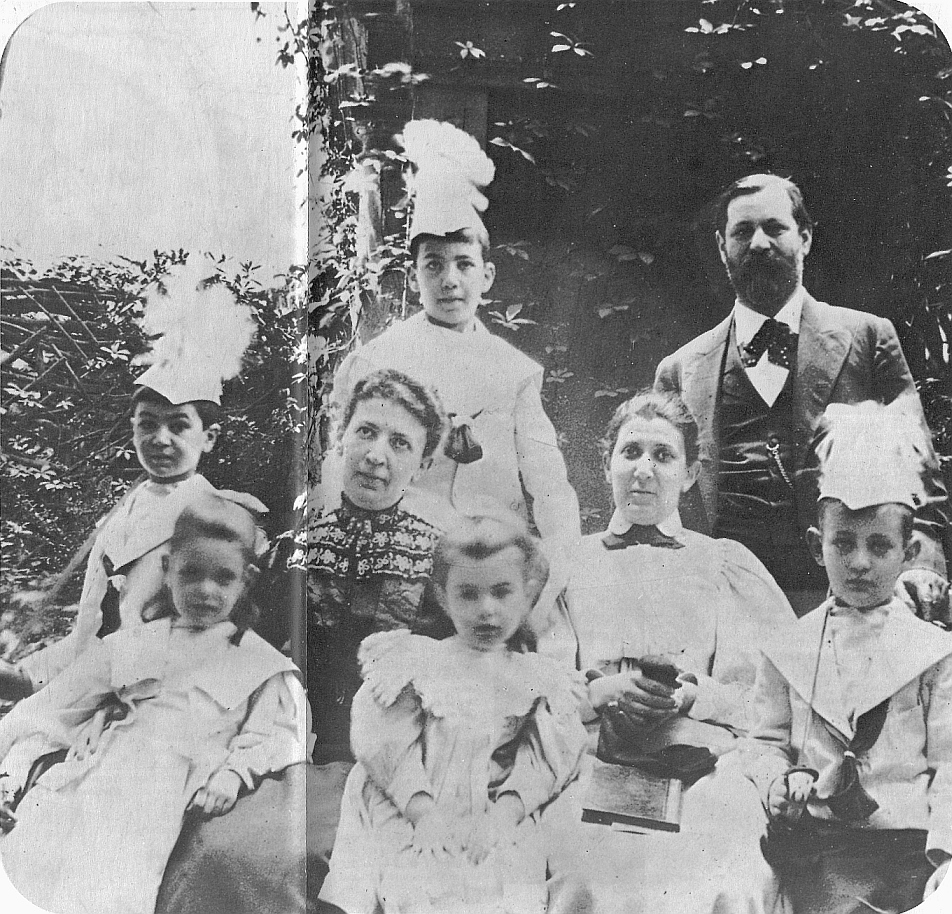
Famille Freud, 1898. De gauche à droite : Oliver, Sophie, Martha (Freud, née Bernays), Jean-Martin, Anna, Minna (sœur de Martha), Sigmund und Ernst Ludwig. La fille aînée Mathilde manque sur la photo.

Selon Michelle Moreau Ricaud, la journaliste et psychothérapeute allemande Katja Behling s’interroge dans son ouvrage intitulé Martha Freud, la femme du génie (2006 pour la traduction française) sur cette femme considérée comme « exemplaire », en présentant « des aspects nouveaux de la personne de Frau Professor, comme on l’appelait respectueusement selon l’usage allemand » : elle propose « un portrait représentatif d’une Juive allemande, et également de ces bourgeoises qui soutenaient leur époux dans leur ascension sociale ».
Sigmund et Martha Freud auront ensemble six enfants, « nés en l'espace de huit ans » : 
- Mathilde (née en 1887),
- Jean-Martin (né en 1889),
- Oliver (né en 1891),
- Ernst (né en 1892),
- Sophie (née en 1893),
- Anna (née en 1895).

Les trois premiers enfants Mathilde, Jean-Martin, Oliver sont élevés avec l’aide d’une bonne d’enfants et d’une gouvernante, et Martha est secondée pour les trois suivants Ernst, Sophie, Anna « par la fidèle Paula » et par sa sœur Minna. La naissance d’Anna — Martha enceinte est alors âgée de 34 ans — ayant posé beaucoup de problèmes, le couple s’imposera ensuite « l’abstinence sexuelle ».  En 1896, Minna vient habiter chez les époux Freud pour quelques mois, elle restera définitivement.
Au 19 de la Berggasse, la vie est organisée « autour de rituels quotidiens : le travail, le déjeuner à 13 h, la promenade dans le quartier, la pause-café à 16 h », puis chacun part pour ses activités, et le dîner rassemble de nouveau toute la famille. K. Behling signale que durant la maladie de son mari, Martha ne se laisse pas écarter de lui par sa fille Anna, « avec qui elle eut quelques conflits ». Il s'agit de laisser régner une harmonie conjugale propre à libérer Freud « de toutes les “misères du quotidien” » ainsi que des contraintes sociales. À table, la conversation est menée par Martha et les enfants. On parle « de la vie quotidienne et jamais de psychanalyse ».
« Après avoir vécu quarante ans rue Bergasse », Martha commencera « à 77 ans une nouvelle vie à Londres sans “regard en arrière” » quand elle suivra son mari dans l’exil. Elle meurt en 1951.